# Лукас Вайсгайдінгер
Лукас Вайсгайдінгер (нім. Lukas Weißhaidinger; нар. 20 лютого 1992) — австрійський легкоатлет, який спеціалізується в метанні диска.

## Спортивні досягнення
Бронзовий олімпійський призер у метанні диска (2021).
Фіналіст (6-е місце) Олімпійських ігор у метанні диска (2016).
Бронзовий призер чемпіоната світу у метанні диска (2019).
Срібний (2024) та бронзовий (2018) призер чемпіонатів Європи у метанні диска.
Переможець Кубка Європи у метанні диска (2017).
Чемпіон Європи серед юніорів у метанні диска (2011).

## Основні міжнародні виступи
| Рік  | Змагання                       | Місто         | Місце | Дисципліна         | Примітки         |
| ---- | ------------------------------ | ------------- | ----- | ------------------ | ---------------- |
| 2009 | Чемпіонат світу серед юнаків   | Брессаноне    |       | штовхання ядра     |                  |
| 2009 | 1кв17                          | метання диска |       |                    |                  |
| 2010 | Чемпіонат світу серед юніорів  | Монктон       |       | штовхання ядра     |                  |
| 2010 | 1кв9                           | метання диска |       |                    |                  |
| 2011 | Чемпіонат Європи серед юніорів | Таллінн       |       | штовхання ядра     |                  |
| 2011 | 1                              | метання диска |       |                    |                  |
| 2012 | Кубок Європи з метань          | Бар           |       | штовхання ядра U23 |                  |
| 2012 | метання диска                  |               |       |                    |                  |
| 2013 | Чемпіонат Європи в приміщенні  | Стокгольм     | кв19  | штовхання ядра     |                  |
| 2013 | Чемпіонат Європи серед молоді  | Тампере       |       | штовхання ядра     |                  |
| 2013 | метання диска                  |               |       |                    |                  |
| 2014 | Кубок Європи з метань          | Лейрія        |       | метання диска U23  |                  |
| 2015 | Чемпіонат Європи в приміщенні  | Прага         | кв24  | штовхання ядра     |                  |
| 2015 | Чемпіонат світу                | Пекін         | 1кв13 | метання диска      |                  |
| 2016 | Олімпійські ігри               | Токіо         |       | метання диска      |                  |
| 2017 | Кубок Європи з метань          | Лас-Пальмас   | 1     | метання диска      |                  |
| 2017 | Чемпіонат світу                | Лондон        |       | метання диска      |                  |
| 2018 | Кубок Європи з метань          | Лейрія        |       | метання диска      |                  |
| 2018 | Чемпіонат Європи               | Берлін        | 3     | метання диска      |                  |
| 2019 | Чемпіонат світу                | Доха          | 3     | метання диска      | Відео на YouTube |
| 2021 | Олімпійські ігри               | Токіо         | 3     | метання диска      |                  |